# المدهش الآن
المدهش الآن(بالإنجليزية: The Spectacular Now)‏ هو فيلم كوميديا ودراما أمريكي من إخراج جيمس بونسولدت وكتابة سكوت نوستاتدر ومايكل إتش ويبر (بنائاً على The Spectacular Now لتيم ثارب). الفيلم من بطولة مايلز تيلر وشايلين وودلي. عرض لأول مرة في مهرجان صاندانس السينمائي 2013. صدر الفيلم في دور العرض في 2 أغسطس/آب، 2013. يتبع الفيلم قصة شاب مراهق يحب التسكع والأحتفال مع أصدقائه وليس لديه خطط للمستقبل، لكن نظرته للحياة تتغير عندما يقابل فتاة ليس اعتيادية.
أستقبل الفيلم بحرارة من قبل النقاد، 92% من المراجعات جائت إيجابية على موقع الطماطم الفاسدة بنائاً على 135 مراجعة نقدية، مع متوسط تقييم 10/7.8.

## روابط خارجية
- Official Site
- المدهش الآن على موقع IMDb (الإنجليزية)
- المدهش الآن على موقع ميتاكريتيك (الإنجليزية)
- المدهش الآن على موقع روتن توميتوز (الإنجليزية)
- المدهش الآن على موقع نتفليكس (الإنجليزية)
- المدهش الآن على موقع قاعدة بيانات الأفلام العربية
- المدهش الآن على موقع ألو سيني (الفرنسية)
- المدهش الآن على موقع أول موفي (الإنجليزية)
- المدهش الآن على موقع بوكس أوفيس موجو (الإنجليزية)
- المدهش الآن على موقع فيلمافينيتي (الإسبانية)
- المدهش الآن على موقع قاعدة بيانات الفيلم (الإنجليزية)